# Gle Lageuen
Gle Lageuen är en kulle i Indonesien.   Den ligger i provinsen Aceh, i den västra delen av landet, 1 800 km nordväst om huvudstaden Jakarta. Toppen på Gle Lageuen är 165 meter över havet. Gle Lageuen ligger på ön Pulau Peunasu.
Terrängen runt Gle Lageuen är kuperad norrut, men österut är den platt.